# Домброва-Годовська
Домброва-Годовська (пол. Dąbrowa Godowska) — село в Польщі, у гміні Ополе-Любельське Опольського повіту Люблінського воєводства.
Населення — 59 осіб (2011).

## Демографія
Демографічна структура станом на 31 березня 2011 року:
|          | Загалом | Допрацездатний вік | Працездатний вік | Постпрацездатний вік |
| -------- | ------- | ------------------ | ---------------- | -------------------- |
| Чоловіки | 29      | 4                  | 21               | 4                    |
| Жінки    | 30      | 7                  | 12               | 11                   |
| Разом    | 59      | 11                 | 33               | 15                   |